# 桃園市立大溪高級中等學校
桃園市立大溪高級中等學校（英語：Taoyuan Municipal Daxi Senior High School，縮寫DXSH），簡稱大溪高中、溪高，位於桃園市大溪區，由桃園縣立大漢國民中學改制而來，占地9000餘坪。於98學年度（2009年）首度招生。時任縣長朱立倫期盼大溪高中能成為一所具競爭力和特色的公立高中。現為桃園市國際教育事務中心師資發展組召集學校。大溪高中為提供大溪區、龍潭區、復興區國中畢業生就近入學的一所社區高中。新建大樓為勤學樓，應用於寓教於樂，包含圖書 藝文演出等等

## 歷史沿革
- 1964年：成立桃園縣立大溪初級中學一心分部。
- 1967年：奉准獨立，定名為桃園縣立大漢初級中學。
- 1968年：實施九年義務教育，改制為桃園縣立大漢國民中學。
- 2008年：因應改制高級中學，成立桃園縣立大溪高級中學籌備處，國中部停止招生，原國中部學區新生轉至大溪國中就讀。
- 2009年：學制改制為高級中學，定名桃園縣立大溪高級中學，正式招收第一屆高一學生。
- 2018年：1月1日，配合桃園市國立高中改隸市立，更名為桃園市立大溪高級中等學校。

## 歷任校長

### 初中、國中時期
| 任期 | 歷任校長 | 任職日期  | 離職日期   | 備註                                                           |
| ---- | -------- | --------- | ---------- | -------------------------------------------------------------- |
| 1    | 林馥森   | 1964年8月 | 1980年8月  | 原桃園縣立大溪初級中學學務主任升任，調任桃園縣立大成國民中學。 |
| 2    | 李五昌   | 1980年8月 | 1984年3月  | 原桃園縣立大園國民中學校長轉任，屆齡退休。                     |
| 3    | 王錫齡   | 1984年3月 | 1990年11月 | 原桃園縣立大崗國民中學校長轉任，卒於任內。                     |
| 4    | 楊永康   | 1991年3月 | 1994年7月  | 原宜蘭縣立大同國民中學校長轉任，調任桃園縣立山腳國民中學。     |
| 5    | 許黎琴   | 1994年8月 | 1996年7月  | 原桃園縣立建國國民中學教師升任，調任桃園縣立大竹國民中學。     |
| 6    | 韓青菊   | 1996年8月 | 1998年7月  | 原桃園縣立龍潭國民中學教務主任升任，調任桃園縣立石門國民中學。 |
| 7    | 林逸青   | 1998年8月 | 2001年7月  | 原桃園縣教育局學務管理課長轉任，調任桃園縣立幸福國民中學。     |
| 8    | 蔡丁遺   | 2001年8月 | 2007年7月  | 原桃園縣立大崗國民中學校長轉任，屆齡退休。                     |
| 9    | 陳淑華   | 2007年8月 | 2008年7月  | 原桃園縣教育局督學轉任，調任桃園縣立介壽國民中學。             |
| 10   | 林逸青   | 2008年8月 | 2009年7月  | 桃園縣立大溪高級中學籌備處主任兼任。                           |

### 高中時期
| 任期       | 歷任校長 | 任職日期  | 離職日期  | 備註                                                                     |
| ---------- | -------- | --------- | --------- | ------------------------------------------------------------------------ |
| 籌備處主任 | 林逸青   | 2008年8月 | 2009年7月 | 原桃園縣立幸福國民中學校長轉任                                           |
| 1          | 林逸青   | 2009年8月 | 2011年7月 | 原籌備處主任升任，2011年8月調升桃園縣教育局長。                          |
| 代理       | 林裕豐   | 2011年8月 | 2012年7月 | 原國立楊梅高級中學教務主任調校代理。現職為桃園市立陽明高級中等學校校長。 |
| 2          | 莊祿崇   | 2012年8月 | 2018年7月 | 原桃園縣立楊梅國民中學校長轉任，調任桃園市立中壢家事商業高級中等學校。   |
| 3          | 王冠銘   | 2018年8月 | 2025年7月 | 原桃園市立慈文國民中學校長轉任，任內退休。                               |
| 4          | 莊祿崇   | 2025年8月 | -         | 原桃園市立中壢家事商業高級中等學校校長轉任。                             |

## 班級規劃
2009年9月開始招生10班。
三年後每年級共10個班級，435名學生。
2012年5月獲得教育局同意增設普通班1班，

班級分為下列四種類型：
- 普通科+體育班：共10+1班。(含語文專長班及數理專長班)
- 語文專長班：共1班（5班）。
- 數理專長班：共1班（10班）。
- 體育班：共1班（1班）。招收巧固球、棒球、排球(男)、體操、輕艇、高爾夫及田徑等項目。

## 校園建築
- 篤行樓
- 學思樓
- 勤學樓(含桃園市立圖書館大溪康莊分館)

(2016年12月22日，校園興建圖資大樓(勤學樓)，鷹架倒塌造成5位工人墜樓身亡。)
- 科學館
- 藝文館
- 體育館

## 校隊

### 排球隊
男子排球隊成立於2012年，首年(101學年度)參加乙級聯賽奪得第五名，102學年度在乙級奪冠，104學年度屈居亞軍後，105學年度再度奪得乙組冠軍，106學年度起開始挑戰甲級，可惜連續兩學年都止步預賽，108學年度預賽最終戰以3-2擊敗福誠高中奪下複賽門票，雖然最終未晉級8強，但已經創下隊史最佳。